# Crabe Croustillant
Le Crabe Croustillant, (Krusty Krab) est un restaurant fictif de la ville de Bikini Bottom, appartenant à la série télévisée d'animation Bob l'éponge. Le restaurant est connu pour sa spécialité, le pâté de crabe, dont la recette est tenue secrète.
Le restaurant est fondé par Mr. Eugene Krabs qui en est également le propriétaire et le patron. Bob l'éponge (qui travaille comme cuisinier) et Carlo Tentacule (caissier) sont les uniques employés à plein temps. Le restaurant est considéré comme « le meilleur restaurant où l'on trouve la meilleure table et au meilleur prix » à Bikini Bottom, et est constamment contesté par son principal concurrent, le Seau de l'enfer, exploité par Plankton.
L'établissement, principal lieu où se déroule la série, est introduit dans l'épisode pilote Bienvenue à bord où Bob l'éponge postule comme cuisinier. Le Crabe Croustillant est également présenté dans d’autres médias, y compris dans une série de films, une comédie musicale de Broadway, des jeux vidéo et des jouets. Le restaurant est référencé ou parodié dans la culture populaire. Il a également inspiré des établissements de la vie réelle.

## Description
Le Crabe Croustillant est un restaurant dans la ville sous-marine de Bikini Bottom. Il est détenu et exploité par Mr. Eugene Krabs, qui y commercialise son invention, le pâté de crabe. Krabs prévoit de léguer la propriété du restaurant à sa fille, Pearl, quand elle sera plus âgée. Carlo Tentacule et Bob l'éponge travaillent au Crabe Croustillant respectivement en tant que caissier et cuisinier. Les autres personnages principaux de la série ont également occupé des postes temporaires au sein du restaurant le temps d'un épisode.
En face du Crabe Croustillant se trouve le Seau de l'Enfer, un restaurant détenu et exploité par Plankton. Plankton, l'ancien meilleur ami de M. Krabs, est devenu plus tard son principal concurrent. Les tentatives futiles de Plankton pour voler la recette secrète du pâté de crabe pour reproduire les hamburgers et mettre le Crabe Croustillant en faillite sont un point majeur de l'intrigue tout au long de la série.
Le Crabe Croustillant attire les clients de Bikini Bottom en raison du goût renommé du pâté de crabe et du fait que le restaurant de Plankton propose du chum qui est de la nourriture non comestible. En conséquence, le Crabe Croustillant est devenu l'un des restaurants les plus populaires de la ville. Dans la série, Bob l'éponge l'appelle « le meilleur restaurant où l'on trouve la meilleure table et au meilleur prix ». M. Krabs exploite fréquemment la popularité de son restaurant, en se livrant à des hausses de prix et en facturant ses propres employés pour l'utilisation des services de l'immeuble.
Dans l'épisode Tout ce qu'un employé doit savoir de la saison 3, il est montré que le Krusty Krab était à l'origine une maison de retraite délabrée appelée Rusty Krab (le Crabe Rouillé), que M. Krabs a acquise et transformée en restaurant. Dans un autre épisode, le restaurant portait également le nom d'un bateau pirate appartenant à M. Krabs avant qu'il ne lance l'entreprise. Le restaurant a connu de nombreux changements temporaires tout au long de la série, tels que le fonctionnement 24h/24 et 7j/7 et sa transformation en hôtel, qui ont fait l'objet de nombreux épisodes. D'autres épisodes ont montré que le Crabe Croustillant était endommagé ou détruit.

### Le pâté de crabe
Le menu du Crabe Croustillant, le Galley Grub, se compose principalement de plats de restauration rapide comme les frites et les sodas. Son sandwich signature, le pâté de crabe, est célébré, à un degré comique, par les citoyens de Bikini Bottom. Dans Bob l'éponge, le film : Un héros sort de l'eau, M. Krabs déclare : « The Krabby Patty is what ties us all together! Without it, there will be a complete breakdown of social order! ». Le sandwich comprend deux petits pains avec le pâté, la laitue, le fromage, les oignons, les tomates, le ketchup, la moutarde et les cornichons entre eux. La recette du pâté est un secret commercial bien gardé, ce qui a conduit les téléspectateurs à spéculer sur son contenu,. Plusieurs théories de fans ont été formulées pour deviner l'ingrédient secret,.
Selon l'animateur Vincent Waller, « il n'y a absolument aucune viande dans le pâté de crabe. Il n'y a aucun produit animal là-dedans », quelque chose qui a toujours été prévu par le créateur de la série Stephen Hillenburg. Mr. Lawrence, scénariste et voix de Plankton, explique que les scénaristes de la série ne sont pas autorisés à représenter le poisson comme nourriture ; il ajoute qu'il n'y a pas de viande servie à Bikini Bottom, sauf au Seau de l'Enfer. Tom Kenny, la voix de Bob l'éponge, a plaisanté : « Les pâtés de crabe sont du houmous ! ». Certains commentateurs suggèrent qu'il n'y a en fait aucun ingrédient secret, soulignant l'avarice de M. Krabs. Un rédacteur pour le site Hollywood.com pense que c'est « toute une ruse inventée par M. Krabs pour empêcher Plankton de se concentrer sur le Seau de l'Enfer. C'est un marketing légitimement brillant ! ».

## Développement

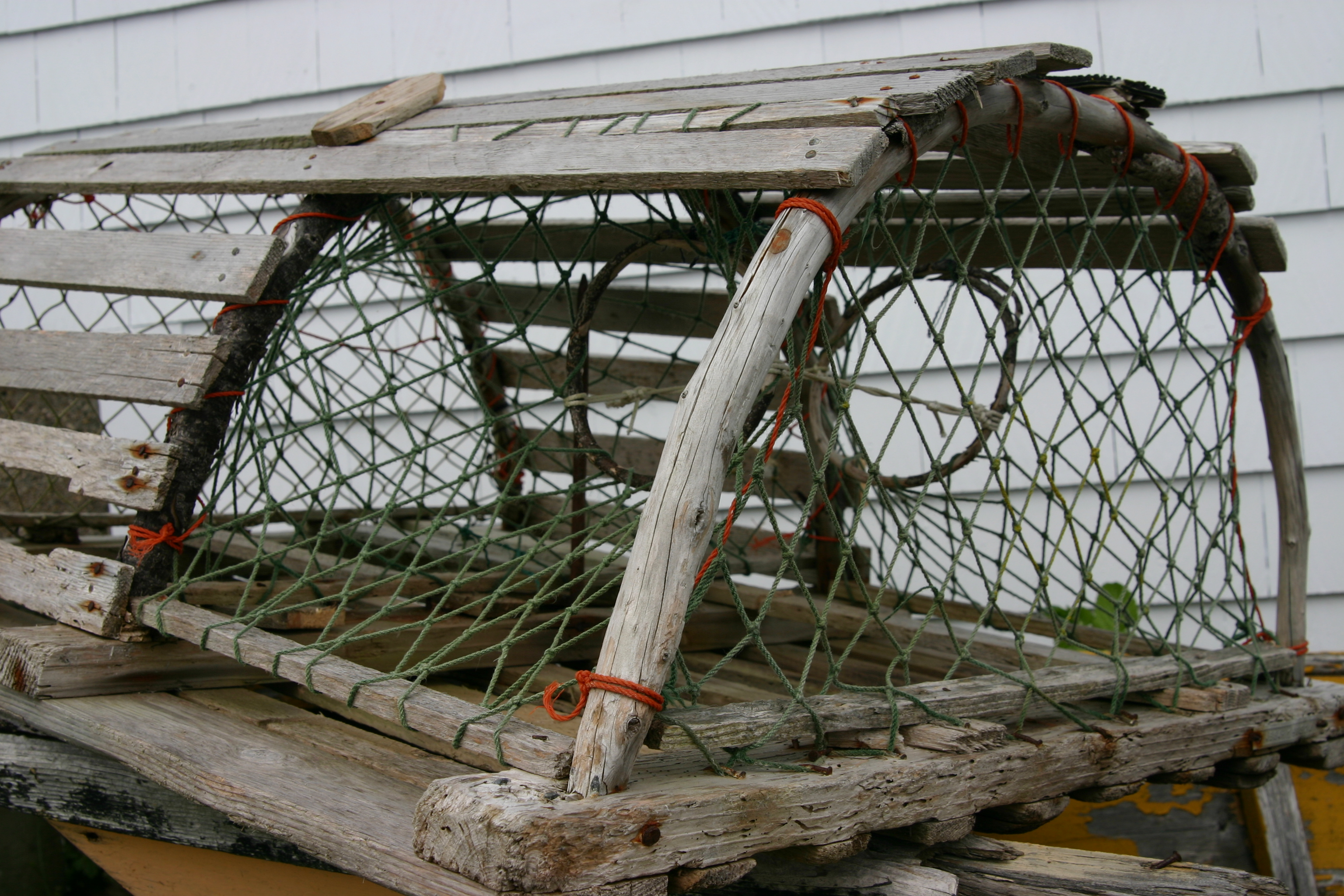
La conception du Crabe Croustillant est basée sur un casier à homard

Avec la maison ananas de Bob l'éponge, le Crabe Croustillant est à l'origine destiné à être l'endroit où « la série reviendrait inlassablement, et dans lequel la plupart de l'action se déroulerait ». Il apparaît dès le premier épisode de la série, Bienvenue à bord, et est apparu par la suite dans plus de 80 % des épisodes en 2018.
Le Crabe Croustillant est inspiré par la période où le créateur de la série Stephen Hillenburg cuisinait les frites et les homards dans la restauration rapide de fruits de mer pendant plusieurs étés après avoir terminé le lycée. Le métier de Bob l'éponge est basé sur cette expérience, tandis que M. Krabs est inspiré par le directeur de Hillenburg au restaurant. Cependant, le restaurateur n'était pas avare ; Hillenburg a ajouté ce détail pour lui donner « plus de personnalité ».
Lorsque Hillenburg a créé M. Krabs pour la première fois, son nom de famille était orthographié Crabs et le nom du restaurant était le Crusty Crab. Hillenburg change l'orthographe peu de temps avant le début de la production de l'épisode pilote de la série, décidant que les K étaient plus drôles et plus mémorables. Il a basé la conception du bâtiment sur un casier à homard.

## Accueil

### Réception
Le Crabe Croustillant est reconnu par de nombreuses publications – dont BuzzFeed, le New York Daily News, Screen Rant, et le site Web gastronomique The Daily Meal – comme un restaurant qu'ils souhaitent être réel. Dans une autre liste publiée par The Daily Meal, le Crabe Croustillant est désigné comme numéro un de « de tous les lieux fictifs actuellement à la télévision où nos lecteurs auraient souhaité pouvoir dîner ». En 2016, le magazine Time a classé le Crabe Croustillant parmi les 18 sociétés fictives les plus influentes.

### Versions réelles
Le Crabe Croustillant a inspiré plusieurs véritables établissements non affiliés à Nickelodeon ou à sa société mère, Viacom. À Santa Elena, au Costa Rica, un restaurant appelé Krusty Krab a ouvert en 2012 mais a fermé en 2013. À Ramallah, en Cisjordanie, une société appelée Salta Burgers a construit un Krusty Krab réel,, qui a attiré l'attention sur Internet.